# 旧斯皮特尔菲尔兹市场
舊斯皮特尔菲尔兹市場（英語：Old Spitalfields Market）是位於英國倫敦塔村區斯皮特尔菲尔兹的市場。這些市場大多保持著古代風貌，很多是英國登录建築。

## 歷史
1638年查理一世給予此地經營肉類、禽類的許可之後，數家市場就興建起來了。西以鞋匠街（Crispin Street）、北以羊羔街（Lamb Street）、東以倫敦商業街、南以Paternoster Row（後來的Brushfield Street）為界。現存的建築建於1887年，由倫敦市法團持有，1926年已經擴建到Steward Street，北部邊界也在拓展。
2011年1月，舊斯皮特尔菲尔兹市場被英國國家市場協會（National Association of British Market Authorities）評為“最佳私人市場”（Best Private Market）。

## 外部連結

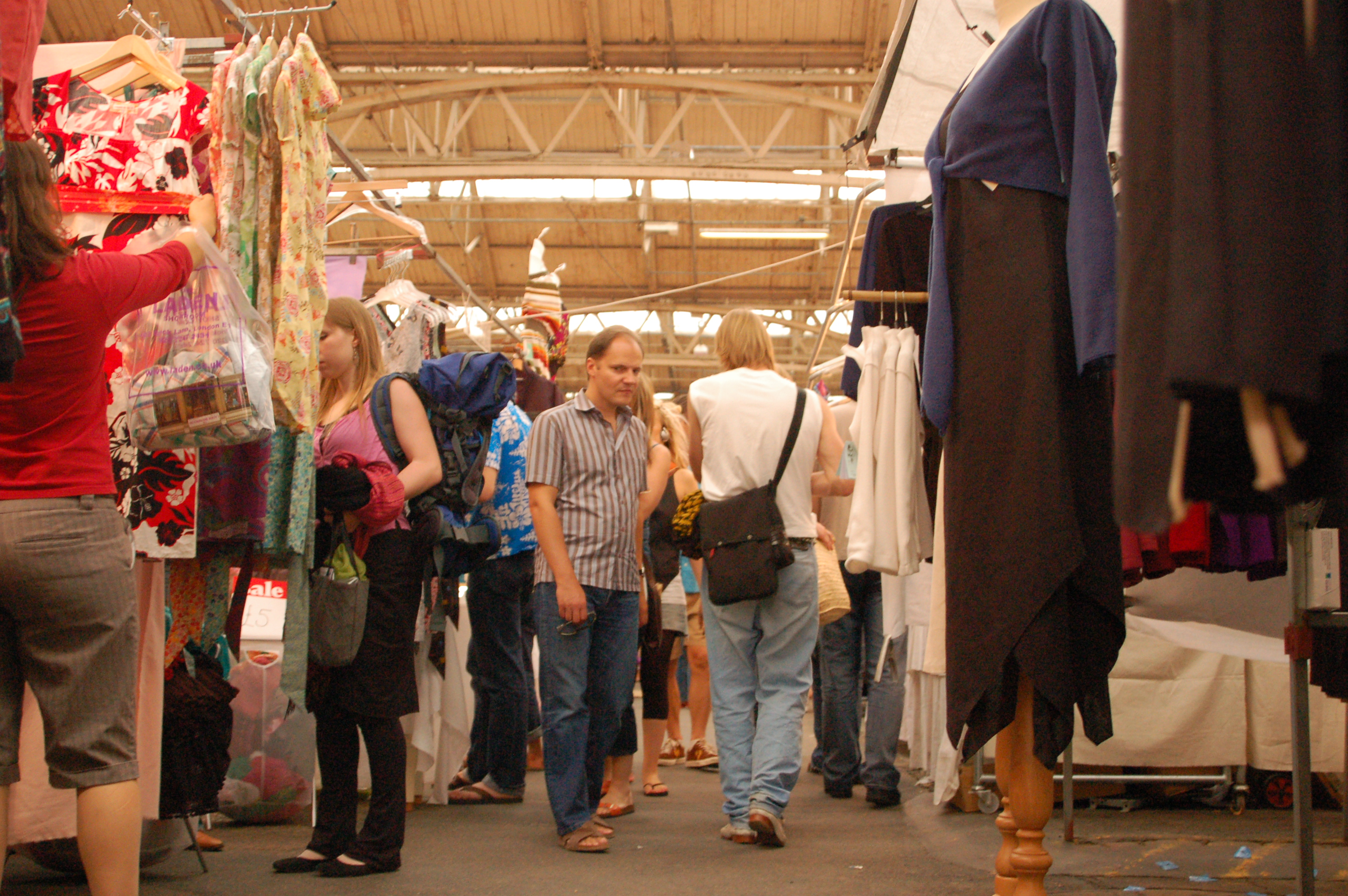
舊斯皮特尔菲尔兹市場

- Old Spitalfields Market - Official Website （页面存档备份，存于）
- Old Spitalfields Market - English Heritage Listed Building details
- The Roman cemetery discovered during the rebuilding of Spitalfields Market

51°31′10″N 0°4′31″W / 51.51944°N 0.07528°W